# Liste des présidents du gouvernement basque
Cet article dresse la liste des titulaires du poste de président du gouvernement basque depuis l'approbation de la loi du 7 octobre 1936 portant statut d'autonomie du Pays basque.

## Liste
| Titulaire | Titulaire | Titulaire            | Dates de mandat                                               | Parti   | Remarque |
| --------- | --------- | -------------------- | ------------------------------------------------------------- | ------- | --- |
|           |           | José Antonio Aguirre | 7 octobre 1936 – 22 mars 1960 (23 ans, 5 mois et 15 jours)    | EAJ-PNV | Élu sous la IIe République, il est en exil à partir de juin 1937 pour fuir le régime franquiste. Il meurt en fonction.                                              |
|           |           | Jesús María Leizaola | 22 mars 1960 – 17 février 1978 (17 ans, 10 mois et 26 jours)  | EAJ-PNV | Il est en exil tout au long de son mandat. Cependant, il se maintient symboliquement jusqu'au 17 décembre 1979.                                                     |
|           |           | Ramón Rubial         | 17 février 1978 – 9 juin 1979 (1 an, 3 mois et 23 jours)      | PSOE    | Il porte le titre de « Président du Conseil général ». |
|           |           | Carlos Garaikoetxea  | 9 juin 1979 – 26 janvier 1985 (5 ans, 7 mois et 17 jours)     | EAJ-PNV | Il porte le titre de « Président du Conseil général » jusqu'au 15 avril 1980. Il est le premier lehendakari démocratiquement élu depuis la guerre civile.           |
|           |           | José Antonio Ardanza | 26 janvier 1985 – 2 janvier 1999 (13 ans, 11 mois et 7 jours) | EAJ-PNV | Il détient le record de longévité officielle. |
|           |           | Juan José Ibarretxe  | 2 janvier 1999 – 7 mai 2009 (10 ans, 4 mois et 5 jours)       | EAJ-PNV | Il échoue à faire voter une réforme du statut d'autonomie accordant au Pays basque le droit à l'autodétermination.                                                  |
|           |           | Patxi López          | 7 mai 2009 – 15 décembre 2012 (3 ans, 7 mois et 8 jours)      | PSOE    | Il est le premier lehendakari à ne pas appartenir au PNV et à gouverner sans son soutien ou sa participation.                                                       |
|           |           | Iñigo Urkullu        | 15 décembre 2012 – 22 juin 2024 (11 ans, 6 mois et 7 jours)   | EAJ-PNV | Il gouverne en minorité jusqu'en 2016, puis avec le soutien des socialistes. Il joue un rôle de médiateur officieux dans la crise indépendantiste catalane de 2017. |
|           |           | Imanol Pradales      | Depuis le 22 juin 2024 (8 mois et 23 jours)                   | EAJ-PNV | Gouverne en coalition avec les socialistes. |